# Église Saint-Nicolas d'Aleksinac
Pour les articles homonymes, voir Église Saint-Nicolas.
L'église Saint-Nicolas d'Aleksinac (en serbe cyrillique : Црква Св. Николе у Алексинцу ; en serbe latin : Crkva Sv. Nikole u Aleksincu) est une église orthodoxe serbe serbe située à Aleksinac et dans le district de Nišava en Serbie. Elle est inscrite sur la liste des monuments culturels protégés de la république de Serbie (no SK 847),,. 
L'église est dédiée à la Translation des reliques de saint Nicolas.

## Présentation
L'église a été construite entre 1836 et 1837 sur l'ordre du prince Miloš Obrenović.
Elle prend la forme d'un triconque très allongé, avec un clocher de style néo-baroque sur le côté est. Les surfaces de la façade sont décorées d'éléments stylisés byzantins, romans et néo-Renaissance, avec des arcades aveugles contenant des également des motifs orientaux. L'édifice est recouvert d'un toit formant pignon.
À l'intérieur, l'église est dotée d'une voûte en berceau. Les icônes de l'iconostase sont l'œuvre d'un peintre local.